# أسا هارتفورد
أسا هارتفورد (بالإنجليزية: Asa Hartford)‏ هو لاعب كرة قدم بريطاني، ولد في 24 أكتوبر 1950 في كلايدبانك ‏ في المملكة المتحدة. شارك مع منتخب اسكتلندا لكرة القدم. أما مع النوادي، فقد لعب مع أولدهام أثلتيك وبولتون واندررز وستوكبورت كونتي وشروزبري تاون ومانشستر سيتي ونادي إيفرتون ونادي بوسطن يونايتد ونوتينغهام فورست ونورويتش سيتي ووست بروميتش ألبيون.

## وصلات خارجية
- أسا هارتفورد على موقع قاعدة بيانات كرة القدم.إي يو (الإنجليزية)
- أسا هارتفورد على موقع ناشيونال فوتبول تيمز (الإنجليزية)